# Ri Se-gwang
Ri Se-gwang (21. ledna 1985 Jižní Hamgjong) je severokorejský sportovní gymnasta.

## Kariéra
V roce 2006 na Asijských hrách získal zlatou medaili a tak se stal prvním severokorejským reprezentantem, který zvítězil v přeskoku na těchto hrách. V roce 2007 získal bronzovou medaili v přeskoku na Mistrovství světa ve sportovní gymnastice. V roce 2009 se účastnil Mistrovství světa v gymnastice v Londýně, kde skončil ve finále sedmý. Na Univerziádě 2009 získal stříbrnou medaili v prostných a bronzovou na kruzích. Je mistrem světa v přeskoku z let 2014 a 2015. Na olympijských hrách v 2016 získal zlatou medaili v disciplíně přeskok.